# Бойчо Величков
Бойчо Величков (болг. Бойчо Величков, нар. 13 серпня 1958, Софія) — болгарський футболіст, що грав на позиції нападника.
Виступав, зокрема, за клуб «Локомотив» (Софія), у складі якої став однією з легенд, а також національну збірну Болгарії, з якою поїхав на чемпіонаті світу 1986 року.

## Клубна кар'єра
Вихованець клубу «Локомотив» (Софія). До першої команди «залізничників» Величков потрапив у віці 17 років у сезоні 1975/76, а в наступній кампанії вже був основним гравцем клубу. У сезоні 1977/78 з «Локомотивом» він став чемпіоном Болгарії, взявши участь у 22 матчах чемпіонату і забивши 5 голів. Того ж року йому було присвоєно звання «Майстер спорту». Всього в групі А він зіграв 271 матч і забив 90 голів. З «червоно-чорними» він також виграв національний кубок у сезоні 1981/82. Він забив перший гол у фінальному матчі проти «Локомотива» (Пловдив), зіграного 12 червня 1982 року, що дозволило його команді виграти 2:1 та здобути трофей. Він також провів 19 матчів та забив 5 голів у європейських турнірах — 4 матчі з 1 голом у Кубку чемпіонів, 4 матчі в Кубку кубків і 11 матчів з 4 голами в Кубку УЄФА, де з «Локомотивом» вийов до чвертьфіналу в сезоні 1979/80.
Після закінчення чемпіонату світу 1986 року, коли Величкову виповнилося 28 років, після яких дозволявся трансфер за кордон, він за 100 000 доларів переїхав до французького «Гавра». Дебютував у вищому дивізіоні Франції 4 серпня 1986 року в домашній грі проти «Бреста» (1:2). Протягом сезону 1986/87 він зіграв 22 матчі та забив 1 гол — 24 вересня 1986 року проти «Сошо» (3:1).
Наприкінці 1987 року Величков перейшов до грецького «Пансерраїкоса», за який дебютував 20 грудня 1987 року в домашній грі проти «Олімпіакоса» (2:2). До кінця сезону він зіграв 19 ігор і забив 2 голи, але клуб вилетів з вищого дивізіону. У сезоні 1988/89 болгарин зіграв ключову роль у швидкому поверненні клубу в елітний дивізіон, ставши найкращим бомбардиром команди з 15 голами в 28 матчах. У 1989/90 він провів 20 ігор з 7 голами у вищому дивізіоні, після чого завершив кар'єру. Згодом місцеві вболівальники визнали його найкращим іноземним гравцем в історії «Пансерраїкоса».

## Виступи за збірну
16 січня 1979 року дебютував в офіційних матчах у складі національної збірної Болгарії в товариській грі проти Кіпру (1:0). 14 жовтня 1982 року забив свій перший гол за збірну в товариському матчі проти Мальти (7:0).
У складі збірної був учасником чемпіонату світу 1986 року у Мексиці, де зіграв у одному матчі групового етапу з Аргентиною (0:2), який і став останнім для гравця за збірну. Загалом протягом кар'єри у національній команді, яка тривала 8 років, провів у її формі 27 матчів, забивши 4 голи.

## Титули і досягнення
- Чемпіон Болгарії (1):

«Локомотив» (Софія): 1977/78
- Володар Кубка Болгарії (1):

«Локомотив» (Софія): 1981/82